# Élections constituantes de 1945 en Meurthe-et-Moselle
Les élections constituantes françaises de 1945 se déroulent le 21 octobre.

## Mode de scrutin
Les députés sont élus selon le système de représentation proportionnelle suivant la règle de la plus forte moyenne dans le département, sans panachage ni vote préférentiel. Il y a 586 sièges à pourvoir.
Dans le département de Meurthe-et-Moselle, six députés sont à élire.

## Élus
Les six députés élus sont : 
| Identité                  | Parti | Parti |
| ------------------------- | ----- | ----- |
| René Peeters              |       | SFIO  |
| Pierre-Olivier Lapie      |       | SFIO  |
| Robert Kalis              |       | ARL   |
| Henri Grouès              |       | MRP   |
| Maurice Kriegel-Valrimont |       | PCF   |
| Louis Marin               |       | FR    |

## Résultats

### Résultats à l'échelle du département
| Parti          | Parti                                          | Tête de liste             | Résultats | Résultats | Sièges | Sièges |
| Parti          | Parti                                          | Tête de liste             | Voix      | %         |        |        |
| -------------- | ---------------------------------------------- | ------------------------- | --------- | --------- | ------ | ------ |
|                | SFIO                                           | René Peeters              | 50 627    | 21,82     | 2      |        |
|                | Action Républicaine Lorraine                   | Robert Kalis              | 42 619    | 18,37     | 1      |        |
|                | MRP                                            | Henri Grouès              | 41 817    | 18,03     | 1      |        |
|                | Union républicaine et de la Résistance (PCF)   | Maurice Kriegel-Valrimont | 38 731    | 16,70     | 1      |        |
|                | Union nationale démocratique (FR)              | Louis Marin               | 37 112    | 16,00     | 1      |        |
|                | Gauche indépendante de Meurthe-et-Moselle (JR) | Philippe Serre            | 11 212    | 4,83      | -      |        |
|                | Rad-Soc                                        | Paul Zuber                | 4 996     | 2,15      | -      |        |
|                | Mouvement de libération nationale-UDSR         | Marius Choltus            | 4 869     | 2,10      | -      |        |
|                |                                                |                           |           |           |        |        |
| Inscrits       | Inscrits                                       | Inscrits                  | 295 221   |           | 6      |        |
| Votants        | Votants                                        | Votants                   | 238 521   | 80,74     |        |        |
| Blancs et nuls | Blancs et nuls                                 | Blancs et nuls            | 6 538     | 2,74      |        |        |
| Exprimés       | Exprimés                                       | Exprimés                  | 231 983   | 97,26     |        |        |